# تتويج ماري الأولى ملكة إنجلترا
تمّ تتويج ماري الأولى ملكةً على إنجلترا وإيرلندا في دير وستمنستر في لندن، يوم الأحد 1 أكتوبر 1553. وكان هذا أول تتويج لملكة حاكمة فعلية في إنجلترا، أي امرأة تحكم بنفسها وليس بصفتها زوجة ملك. ولذلك، تم تعديل مراسم التتويج بشكل كبير. حيث تداخلت الطقوس مع الأزياء، ورغم أن السجلات المعاصرة تصر على أن المراسم «أُجريت وفقًا لسابقاتها»، فإن هذه السابقات كانت ترتيبات تم وضعها سابقًا للملكات الزوجات، لا الحاكمات.

## الإعلان في 19 يوليو
تم إعلان ماري الأولى ملكةً في 19 يوليو 1553 على يد ويليام هربرت، إيرل بيمبروك، مزيحًا بذلك مطالبات ليدي جين غراي بالتاج. ووفقًا لما نُقل، فقد قوبل الإعلان بترحيب كبير، وشبّه أحد المراقبين الإيطاليين الهتافات والتصفيق بانفجار بركان.
وكتب الإيطالي نفسه أن السير جون يورك، الذي كان يمتطي جوادًا في الشوارع القريبة، ارتبك بسبب الضجة، وصرخ بأن الشائعات غير صحيحة. وقد اضطر عمدة لندن ويليام غاريت (أو غارارد) إلى إنقاذه من بين الجموع. في الواقع، تم وضع يورك في عهدة العمدة بسبب دعمه لليدي جين غراي.
وفي برج لندن، توجّه دوق سوفولك إلى القاعة التي كانت تُستخدمها الليدي جين غراي، وقام بإزالة المظلة أو قطعة القماش التي كانت تُستخدم كرمز للمكانة الملكية. ويُقال إن جين اعترفت بحق ماري في التاج بكل سرور. وتم إرسال رسالة أو أمر موقع من هنري نيفيل وآخرين إلى نيكولاس بيلهام وجميع رجال النبلاء في ساسكس، يعلنون فيها أن ماري هي الملكة، ويصفون ليدي جين غراي بأنها «ملكة مبتدعة وجديدة الصنع».

## الخطبة التمجيدية
كتب ريتشارد تافرنر كتيبًا بعنوان «خطبة تمجيدية ألقيت عند الإعلان السعيد عن صاحبة السمو النبيلة الملكة ماري، ملكة إنجلترا»، وقد نشر جون داي هذا الكتيب، وكان وتحدث فيه عن شرعية خلافة ماري للتاج. وقد تناول الكتّاب التحديات التي تغلبت عليها ماري للوصول إلى الحكم. نشر توماس واترتون قصيدة غنائية بعنوان هجاء ضد الخيانة، فيما قارنت قصيدة لـ ليونارد ستوبس كفاح ماري السلمي بقصص توراتية مثل قصة يهوذا وهولوفرنس وأستير وهامان.
لم يُنشر أي عمل باللغة الإنجليزية يصف مراسم التتويج. إلا أن وصفًا سرديًا للمراسم نُشر بنسختين إيطالية وإسبانية، وكان لهما تشابه كبير مع أوصاف كتبها دبلوماسيون.  تضمّن سرد إسباني لها أيضًا تقديرًا لتكلفة كافة فعاليات التتويج، بلغت 100,000 دوكات.

## المسرحيات والعروض في حفل التتويج
تتضمن حسابات الاحتفالات نفقات على أقمشة لملابس مسرحية أُعدّت لعرضها خلال ولائم تتويج ماري، وكانت الشخصيات تتضمن ملاكًا خيرًا وآخر شريرًا، إضافة إلى تجسيد رمزي لـ الجنس البشري (Genus Humanum). وتمثّلت معاناة الجنس البشري في شخصيات مثل الندرة، المرض، الضعف، والتشوه، وواجهتها شخصيات تمثل العقل، الوفرة، الحقيقة، حب الذات، والرعاية. ومن المرجح أن هذه الصفات فُسّرت كفضائل تسود بلاط ماري ومملكتها. لم يتم العثور على نص هذه المسرحية الأخلاقية حتى الآن. وقد أصدرت ماري أمرًا لتوفير الأقمشة لإدوارد وولدغريف، مدير الخزانة الملكية، وقامت زوجته فرانسيس بإلباس ماري بعد دهنها بزيت التتويج كملكة.
لكن لا يُعرف على وجه اليقين إن كانت مسرحية الجنس البشري قد عُرضت فعلًا خلال التتويج. فقد منحت ماري توماس كاوردن أمرًا لأداء مسرحية في 26 سبتمبر، بينما كانت تقيم في قصر سانت جيمس، تتضمن حسابات صنع الأزياء ملاحظة مفادها أنه تم تأجيل الأداء حتى عيد الميلاد.
كُتبت مسرحية مجهولة المؤلف بعنوان Respublica للأداء في عيد الميلاد، وتناولت بعض القضايا المتعلقة بتولي ماري العرش وعلاقتها بالبرلمان عام 1553. وقد نُسبت أحيانًا إلى نيكولاس أودال، لكن هناك جدلًا حول مؤلفها الحقيقي وصلتها بالعروض الملكية. وقد مُدحت ماري في المسرحية بوصفها «الحقيقة، ابنة الزمن الحكيم العتيق»، وهو تعبير يحاكي شعار ماري الشهير: Veritas Filia Temporis (الحقيقة ابنة الزمن). وكانت الفكرة منه أن «الحقيقة» تمثل مقاومة للإصلاح البروتستانتي.

## الدخول الملكي إلى لندن
كانت ماري قد أقامت في كينينغهول بمقاطعة نورفولك، وفي فراملينغهام في سفولك. وعندما وصلت إلى إبسويتش، قدم لها الأطفال قلبًا ذهبيًا.  والتقت بأختها الأميرة إليزابيث في وانستيد، وكانت إليزابيث قد وصلت إلى لندن في 29 أغسطس، بصحبة أسرة وحاشية كبيرة ومسلحة.
ركبت ماري في موكب ملكي إلى لندن في 3 أغسطس 1553. وفي هذه المناسبة، وفقًا لإستيان بيرلان، كانت ترتدي قطيفة بنفسجية (بالفرنسية: velours violet). ويذكر رايثسلي أنها غيّرت ملابسها في منزل في وايت تشابل إلى زي فاخر من القطيفة الأرجوانية بالطراز الفرنسي، بأكمام من نفس القماش، وتنورة من الساتان الأرجواني مزينة بالكامل بأعمال الصائغ الذهبية ولآلئ كبيرة، وكانت أكمامه الأمامية مزينة بالأحجار الكريمة. أما السفير سيمون رينار، فقد وصف هذا الزي بأنه من القطيفة البنفسجية المطرزة بالذهب عند الأكمام والتنورة. وتبعها ما يصل إلى 180 من السيدات والسادة. وتجنّب السفير الفرنسي أنطوان دو نواي حضور الدخول. ووفقًا لرينار، زعم نوايلي أنه كان مشغولًا بفك شيفرة رسائل في مسكنه بدير تشارترهاوس، لكن رينار كتب أنه رُصد وهو يشاهد بعض أحداث الموكب من نافذة، وتمكّن من تقديم وصف له.
في هذه المناسبة، دخلت ماري المدينة من بوابة «ألدغيت»، وذكر رينار وجود نحو 100 طفل فقير مرتدين ثيابًا زرقاء عند البوابة، وتوسل أحدهم إلى الملكة أن تعتني بهم. ويظهر هذا الحدث في سجلات إدموند هاوز وتشارلز ورايثسلي، حيث تحدثا عن موكب عند كنيسة سانت بوتولف ألدغيت شارك فيه أطفال مستشفى المسيح، وهي مدرسة خيرية أسّسها البروتستانت بعد حل الأديرة، وقد نُظم العرض على منصة بُنيت خصيصًا له. ووفقًا لجون هاوز الذي كتب في عام 1582، عندما اقتربت الملكة منهم «أدارت عينيها نحو اتجاه آخر، ولم تتوقف ولا منحتهم أي اهتمام». من ناحية أخرى، كتب روبرت بيرسونز أن ماري استمعت بتقدير إلى خطاب ألقاه الشاب إدموند كامبيون.
أقيمت جنازة الملك إدوارد السادس في 8 أغسطس في دير وستمنستر. وقد أجرت ماري دخولًا ملكيًا رسميًا عبر المدينة في 30 سبتمبر كتمهيد لتتويجها. وفي 23 سبتمبر في قصر سانت جيمس، أهدت إليزابيث عددًا من المجوهرات، ربما لارتدائها في ذلك اليوم.